# Stanica żeglarska
Stanica żeglarska, stanica turystyczna – niewielki obiekt lądowy (schronisko turystyczne) położone nad wodą i obsługujące śródlądową turystykę wodną, wyposażone w pomieszczenia noclegowe, gastronomiczne ewentualnie pomieszczenia na łodzie.
Przystanie wyposażone są w pomosty stałe lub pływające umożliwiające bezpieczne dobijanie jednostek. Wyznacza się je w osłoniętych miejscach: brzegi rzek, jeziora czy wyspy.
Stanice mogą być obiektami tymczasowymi, sezonowymi, lokalizowane są najczęściej w rejonach uczęszczanych szlaków wodnych (np. Szlak Wielkich Jezior Mazurskich).